# Verdrängungswettbewerb
Verdrängungswettbewerb (oder ruinöser Wettbewerb) ist in der Betriebswirtschaftslehre, Volkswirtschaftslehre und Wettbewerbspolitik ein Konkurrenzverhalten, das darauf gerichtet ist, Konkurrenten zum Marktaustritt zu zwingen.

## Allgemeines
Das Kompositum Verdrängungswettbewerb setzt sich aus „Verdrängen“ und Wettbewerb zusammen, es handelt sich mithin um eine bestimmte Wettbewerbsform. Verdrängungswettbewerb ist die Tendenz marktbeherrschender Unternehmen und von Oligopolen, schwächere Konkurrenten vom Markt zu verdrängen. In der Wettbewerbspolitik handelt es sich um ein Konkurrenzverhalten, das durch Preisverfall und damit zu geringe Gewinne oder auch Verluste für die betroffenen Unternehmen gekennzeichnet ist.
Die Fachliteratur unterscheidet beim Marktverhalten verschiedene Arten des marktkonformen Verhaltens (Marktanpassungsformen und Marktstrategien) und des marktfeindlichen Verhaltes, wozu auch der Verdrängungswettbewerb gehört. Der auf die Gewinnung von Marktanteilen und die Ausdehnung von Kapazitäten orientierte Verdrängungswettbewerb sorgt für einen permanenten Druck auf die Marktpreise. Verdrängungswettbewerb zeichnet sich also dadurch aus, dass Wettbewerber aus dem Markt ausscheiden und dass der „Verdränger“ ein Unternehmen ist, das seine Marktmacht erhöhen will.
Im angelsächsischen Sprachraum wird beim Verdrängungswettbewerb dem Konkurrenten die „Kehle durchgeschnitten“ (englisch cut throat competition).

## Definitionen
Lediglich eine Minderheit geht in der Fachliteratur davon aus, dass sich ruinöser Wettbewerb und Verdrängungswettbewerb unterscheiden und keine Synonyme sind. Unterschiede werden gesehen im Ursache-Wirkungszusammenhang. Der ruinöse Wettbewerb ist demnach gekennzeichnet durch eine verzögerte Anpassung vorhandener Überkapazitäten, wobei wegen hoher Faktorimmobilitäten zunächst Preissenkungen vorgenommen werden, ohne die Überkapazitäten abzubauen. Der Anpassungsprozess an die veränderte Marktentwicklung gelingt dagegen nicht. Ruinöser Verdrängungswettbewerb ist demnach gekennzeichnet durch unterdurchschnittliche Gewinne oder gar Verluste und ein hohes Insolvenzrisiko beim zu verdrängenden Konkurrenten.
Der überwiegende Teil der Fachliteratur sieht in beiden Begriffen dagegen Synonyme.
Auch wettbewerbsrechtlich gelten beide Begriffe als Synonyme. Vom „Verdrängungswettbewerb bzw. ruinösem Wettbewerb wird gesprochen, wenn auf dem relevanten Markt insbesondere aufgrund von Überkapazitäten ein intensiver Preiswettbewerb … zu beobachten ist…“.

## Grundlagen in den Wirtschaftswissenschaften
Verdrängungswettbewerb als marktstrategischer Kampf
In der mikroökonomischen Theorie von Helmut Arndt (1966) wird der ruinöse Wettbewerb als Marktstrategie beschrieben. Bereits auf dem Markt etablierte Unternehmen können durch gezielte Preisunterbietungen die kostengünstigere Konkurrenz vom Markt vertreiben und weitere potenzielle Konkurrenz verhindern. Damit könnte das Unternehmen eine marktbeherrschende Stellung erreichen.
Nach Ernst Heuß (1965) bezieht sich die Situation des ruinösen Wettbewerbs auf einen Kampf zwischen Wirtschaftskartell und Außenseiter. Das Kartell ist seinen Mitgliedern verpflichtet, den Preis und Gewinnaussichten und somit das Fortbestehen seiner Mitglieder zu sichern. Dazu muss es den Außenseiter durch einen ruinösen Preiskampf aus dem Markt treiben.
Weitere wirtschaftswissenschaftliche Auseinandersetzungen sehen den ruinösen Preiskampf im Oligopol. Die Begründung für die Annahme des Oligopols besteht hierbei in der Notwendigkeit von einem hohen Maß an Marktmacht, die bereits bei dem etablierten Unternehmen vorliegen muss.
Verdrängungswettbewerb als verzögerter Anpassungsprozess
Dem verzögerten Anpassungsprozess liegt die Annahme zugrunde, dass „die Stückkosten sinken, wenn die Kapazität besser ausgelastet wird“. Dabei sind die Stückkosten am geringsten, wenn die Kapazitätsgrenze erreicht wird. Sollte sich eine kostengünstigere Konkurrenz auf dem Markt bilden, würde das zu einem Nachfragerückgang beim etablierten Unternehmen führen, was dort höhere Stückkosten zur Folge hätte. Das Unternehmen wird nun versuchen, durch Preisunterbietungen diesen Nachfragerückgang zu verhindern. Jedoch führt dies dazu, dass die Kostendeckung nicht erreicht werden kann, weshalb dort auf lange Sicht ruinöser Wettbewerb vorliegen würde.
Ernst Heuss (1965) kritisierte jedoch diesen Ansatz, weil dies die wesentliche Funktion der Konkurrenz verdecke. Diese soll Produzenten, die ungünstige Kostenstrukturen aufweisen, vom Markt verdrängen, um eine möglichst hohe Effizienz auf dem Markt zu erreichen. Auch Fritz Machlup (1967) kritisiert diese Ansicht, weil ansonsten jeder Wettbewerb prinzipiell ruinös sei und die Preise ihre Funktion als Steuermechanismus verlieren würden.
Joe Bain zufolge (1959) seien die Preissenkungen jedoch ein Zeichen für ein Marktungleichgewicht. Dieses Ungleichgewicht hätte „beachtliche volkswirtschaftliche Realkapitaleinbußen“ zur Folge.
Lloyd G. Reynolds (1940) grenzte den ruinösen Wettbewerb vom marktstrategischen Kampf ab, indem er unterstellte, dass die Preissenkungen des etablierten Unternehmens lediglich der kurzfristigen Erhöhung der Gewinne durch überproportionale Absatzausweitung dienen. Das Problem des Verdrängungseffekts der Konkurrenz würde sich auf lange Frist von selbst lösen.

## Ursachen
Bedingungen
Nach Bain (1959) gibt es fünf meistens gleichzeitig existierende Bedingungen für das Auftreten von ruinösem Wettbewerb:
- Atomistische Marktstruktur der Industrie: Bei dieser Marktstruktur ist ein Maximum der Unabhängigkeit von Unternehmen in der Bestimmung von Preis und Menge gegeben. Tolksdorf (1971) sieht jedoch darin nur ein Symptom des ruinösen Wettbewerbs, keine wirkliche Ursache, da lediglich die Fehlentwicklungen mit Mengen- und Preismanipulationen durch die Unternehmen auf andere Branchen abgewälzt werden.[24]
- Sehr leichter Marktzutritt: Tolksdorf zufolge (1971) ist auch der leichte Marktzutritt lediglich Symptom und keine Ursache von ruinösem Wettbewerb.[24]
- Sehr langsames Ausscheiden von Unternehmen aus dem Markt,
- ungewöhnlich langsames Ausscheiden von beschäftigten Arbeitern und
- einige historische Ereignisse (z. B. Kriegsexpansion mit Rückgang der Nachfrage auf den Vorkriegsstand).

Faktoren (nach Tolksdorf)
- Unmittelbar wirkende Faktoren
  - Überkapazität: Tolksdorf (1971) sieht die Überkapazität als den Hauptgrund für das Auftreten von Verdrängungswettbewerb an. Das signifikant zur Güternachfrage höhere Güterangebot führt durch – für einen Produzenten ungünstige – Angebots- und Nachfrageelastizitäten zu einem starken Preisverfall. Somit gab es für die Unternehmen keinen Anreiz zur Einschränkung der Produktion.[25] Der durch Konkurrenz entstehende Preisverfall jedoch führt dazu, dass Unternehmen keinen Anreiz haben, in Anlagen zu investieren, für die keine Nachfrage entsteht. Dies würde langfristig zu einem Marktaustritt und zu gesteigerter, konzentrierter Marktmacht einzelner etablierter Unternehmen führen. Da dies jedoch auch den natürlichen Steuermechanismus des Marktes darstellen könnte, wie Machlup (1967) bereits kritisierte, muss auch die Faktorunbeweglichkeit in der Branche mit einbezogen werden. Die Überkapazität führt folglich nicht alleine zu ruinösem Wettbewerb.
  - Faktorimmobilität: Die Faktorimmobilität (siehe Faktormobilität) des Produktionsfaktors Arbeit (siehe Arbeitsmobilität) wird bei Tolksdorf lediglich geschichtlich aufgearbeitet.[26] Dabei sieht er die Gründe für das Verharren der Arbeitskräfte trotz geringerer Entlohnung durch den Preisverfall (und somit Verlust) in der Branche in einem Mangel an besserer Beschäftigungsmöglichkeit und in allgemeinen Transaktionskosten wie Umzugskosten oder Mangel an Erziehung und Bildung. Durch die geringere Entlohnung würde sich auch die Nachfrage nicht erhöhen bzw. sogar verringern, was den Unternehmen auf lange Sicht ebenfalls geringere Umsatzchancen biete.

Die Unbeweglichkeit des Produktionskapitals (Kapitalmobilität) muss ebenfalls berücksichtigt werden, da dies weitere Investitionen von Unternehmen verhinderte, da das bereits investierte Kapital nicht mit spontanen Marktschwankungen zur Verfügung stand. Durch den Preisverfall konnte somit auch kein neues Produktionskapital erwirtschaftet werden.
- Mittelbar wirkende Faktoren
  - Technischer Fortschritt: Der technische Fortschritt führe dazu, dass die Überkapazität auch in Zeiten des ruinösen Wettbewerbs trotz großer Verluste der Unternehmen weiterhin aufrechterhalten werden konnte. Die technische Effizienz führe zu einem höheren Output von bereits bestehenden Produktionsverfahren und -maschinen.[28]
  - Freier Marktzutritt: Der freie Marktzutritt verhindere die Anpassung der Kapazitäten auf ein „gesundes Maß“, das den ruinösen Wettbewerb verhindern könnte. Die Überkapazität durch neu entstandene Konkurrenz führe weiterhin zu einer Intensivierung des Wettbewerbs.[29]
  - Gesamtwirtschaftliche Depression: Der konjunkturelle Rückgang bei einer Depression fördere vor allem den Nachfragerückgang und somit weitere Gewinnchancen für die Unternehmen. Ein bereits bestehender ruinöser Wettbewerb wird durch eine solche Situation verstärkt.[30]
  - Aufkommen von Substitutionsgütern: Die neu entstehenden Substitutionsgüter in anderen Branchen können dazu führen, dass die Kapazität die verminderte Nachfrage übertrifft, also dass Überkapazität überhaupt erst entsteht. Gründe für das Entstehen von Substitutionsgütern liegen vor allem im technischen Fortschritt und in kostengünstigeren (und somit preisgünstigeren) Produktionsweisen.
  - Traditionelle Verhaltensweisen und unternehmerische Unfähigkeit: Die traditionelle, hoffnungsvolle Sicht von Arbeitgebern auf die Zukunft verursacht nach Tolksdorf (1971) ruinösen Wettbewerb „durch Verringerung der Faktormobilität und die Erhaltung von Überkapazität“.[31] Solange die Unternehmen die variablen Kosten decken können, setzen diese ihre Hoffnungen auf eine Verbesserung der wirtschaftlichen Lage.
  - Starke Nachfrageschwankungen und niedrige Preiselastizität von Angebot und Nachfrage: Hierbei stehen vor allem starke jahreszeitliche oder jährliche Nachfrageschwankungen im Vordergrund. Diese sind jedoch eher schwach in ihrer Gesamtwirkung auf die Ursachen des ruinösen Wettbewerbs.[32] Geringe Nachfrageschwankungen jedoch hatten aufgrund niedriger Preiselastizität einen hohen Preisverfall zur Folge. Beispiele hierfür sind in der Landwirtschaft und im Steinkohlenbergbau zu finden.[33]
  - Arbeitsunruhen in der Branche: Durch Arbeitskämpfe verlorene Arbeitstage verhindern eine Kapazitätsanpassung und führen somit zu chronischen Fehlallokationen von Produktionsfaktoren.

## Volkswirtschaftliche Betrachtung und wirtschaftspolitische Konsequenzen
Thorstein Veblen stellte 1904 unter anderem fest, dass durch aggressives Marketing und aktive Teilnahme am Verdrängungswettbewerb eine Gewinnmaximierung erfolgen kann. Gründe für den Verdrängungswettbewerb finden sich in marktstrategischen Kämpfen von im Markt untergeordneten Unternehmen gegen kostengünstiger produzierende Newcomer oder Start-ups und bei Auseinandersetzungen zwischen Wirtschaftskartellen und Außenseitern. Folgen dieses Wettbewerbs sind geringere Investitionstätigkeiten von Unternehmen, die damit verbundenen Marktaustritte und auf lange Sicht ein überproportionaler Preisanstieg durch die entstehende Marktunterversorgung. Benachteiligte dieses Wettbewerbs wären somit die Endverbraucher.
Ein Schrumpfmarkt führt im Regelfall zum Verdrängungswettbewerb. Der Einzelhandel sieht sich dann sinkender Konsumausgaben der Verbraucher ausgesetzt, was zu Überkapazitäten an Verkaufsflächen führt und einen Verdrängungswettbewerb zur Folge hat, bei dem zusätzliche Marktanteile nur zu Lasten der Konkurrenz möglich sind.
Eine besondere Form des Verdrängungswettbewerbs ist der Aufkauf der Konkurrenz. Das kaufende Unternehmen hat dabei die Alternative, das erworbene Unternehmen zu liquidieren oder es fortzuführen.
Nach Tolksdorf sollte die wirtschaftspolitische Behandlung des Verdrängungswettbewerbs aufgrund der genannten unmittelbar und mittelbar wirkenden Faktoren gesamtwirtschaftlich ausgerichtet sein. Die wirtschaftspolitische Instanz sollte demnach „regionale Strukturpolitik, ergänzt von einem hohen Beschäftigungsgrad und kräftigem Wachstum der Volkswirtschaft“ fördern. Dies soll dazu führen, Faktorunbeweglichkeiten (insbesondere des Faktors Arbeit) zu vermeiden und somit auch Überkapazitäten vermeiden.

## Betriebswirtschaftliche Betrachtung
Aus Sicht eines Unternehmens setzt sich der Verkaufspreis aus variablen Kosten und Fixkosten zusammen. Die Fixkosten fallen unabhängig davon an, ob ein Produkt hergestellt wird oder nicht, wohingegen die variablen Kosten nur anfallen, wenn ein Produkt hergestellt wird. Der Verkaufspreis eines Produktes kann bis knapp über die variablen Kosten sinken (Preisuntergrenze), weil es für ein Unternehmen vorteilhafter ist, einen kleinen als gar keinen Deckungsbeitrag zu den Fixkosten zu erwirtschaften. Da die Fixkosten aber auch dann finanziert werden müssen, wenn die erwirtschafteten Deckungsbeiträge hierzu nicht ausreichen, ist ein Wirtschaften zu einem beliebig geringen Deckungsbeitrag auf Dauer nicht möglich.
Die klassische Lösung dieses Problems für das Unternehmen besteht in einer Reduktion der Fixkosten, was regelmäßig mit einem Kapazitätsabbau einhergeht. Hierbei können aber Mengeneffekte verloren gehen, was wiederum die Wettbewerbsfähigkeit des Unternehmens dauerhaft schwächen kann. Alternativ kann ein Unternehmen Verluste vorübergehend akzeptieren, um nach einem Kapazitätsabbau bei den Mitbewerbern wieder zu Preisen verkaufen zu können, die einen ausreichenden Beitrag zur Deckung der Fixkosten liefern.
Entscheiden sich so viele Unternehmen in einem Marktsegment für letztere Strategie, dass der Kapazitätsabbau geringer als der Nachfragerückgang bleibt, kann das Überangebot nur durch Ausscheiden eines oder mehrerer Wettbewerber aus dem Markt beseitigt werden. Dies geschieht dann zumeist durch Insolvenz. Alternativ kommen auch ein Aufkaufen von Wettbewerbern oder eine Kapazitätsanpassung im Rahmen von Fusionen in Betracht.

## Gesetzliche Regelung
In den meisten Ländern versucht die Wettbewerbspolitik, die marktstrategischen Verhaltensweisen durch Regeln gegen unlauteren Wettbewerb zu begrenzen. In Deutschland gibt es dazu das Gesetz gegen Wettbewerbsbeschränkungen (GWB) und das Gesetz gegen den unlauteren Wettbewerb (UWG).
Verzögerte Anpassungsprozesse als unternehmerische Entscheidungen können hingegen grundsätzlich nicht durch staatliche Wettbewerbsbehörden beseitigt werden.

## Strategien
Die Strategie eines marktbeherrschenden Unternehmens in einem Verdrängungswettbewerb kann darin bestehen, durch eine Preispolitik unterhalb der Gesamtkosten (Dumping) den Marktzutritt anderer Wettbewerber zu verhindern oder die Teilnahme am Wettbewerb zu erschweren.
Besonders anfällig für einen Verdrängungswettbewerb sind Wirtschaftszweige, in denen aufgrund starker positiver Skaleneffekte – zum Beispiel wegen hoher Fixkosten – die Markteintrittsbarriere für neue Marktteilnehmer hoch ist. In solchen Situationen können einzelne Unternehmen durch einen Verdrängungswettbewerb schließlich eine gefestigte Monopolstellung erreichen.

## Abgrenzung
Vom Verdrängungswettbewerb ist der Substitutionswettbewerb abzugrenzen, der durch Innovationen ausgelöst wird. Diese Verdrängungsmacht, die neue Produkte oder Dienstleistungen im Marktgeschehen ausüben, wird von den Wirtschaftssubjekten im Allgemeinen positiv gesehen. Ein aktuelles Beispiel für den Substitutionswettbewerb im Sinne einer schöpferischen Zerstörung ist die fortschreitende Substitution des Festnetztelefons durch das Mobiltelefon. Substitutionswettbewerb findet durch Wettbewerb mit Substitutionsgütern statt.